# Udo Böhs
Udo Böhs (* 15. August 1943 in Osnabrück) ist ein ehemaliger deutscher Fußballtorwart.

## Karriere
Böhs spielte mit Eintracht Osnabrück und der Ibbenbürener Spvg in der Verbandsliga, bevor er zum VfL Osnabrück wechselte. Mit dem VfL spielte er in der Regionalliga. Nach zwei Jahren in der Nordstaffel wechselte Böhs zum SSV Reutlingen, mit dem er ein Jahr in der Südstaffel spielte. 1969 schloss er sich dem FC St. Pauli an und spielte drei weitere Jahre in der Nordstaffel der Regionalliga, anschließend wechselte Böhs nach Österreich und spielte bei Vienna Wien. Zu Beginn der Saison 1973/74 wechselte er, nachdem er bereits zwei Spiele für die Vienna bestritten hatte, in die Bundesliga zu Rot-Weiss Essen. Bei Essen war er zweite Kraft hinter Heinz Blasey, nach einem Jahr trennten sich die Wege. Anschließend spielte er noch für Wormatia Worms und den VfR Bürstadt.